# Tapinopa hentzi
Espèce
Tapinopa hentzi est une espèce d'araignées aranéomorphes de la famille des Linyphiidae.

## Distribution
Cette espèce est endémique d'Alabama aux États-Unis,.

## Description
La femelle holotype mesure 3,20 mm.

## Publication originale
- Gertsch, 1951 : New American linyphiid spiders. American Museum novitates, no 1514, p. 1-11 (texte intégral)